# دربندخيزان (مقاطعة غيلانغرب)
دربندخيزان (بالفارسية: دربندخیزان) هي قرية تقع في كرمانشاه في إيران. يقدر عدد سكانها بـ 56 نسمة بحسب إحصاء 2016.